# (3516) Rusheva
(3516) Rusheva es un asteroide perteneciente al cinturón de asteroides, descubierto el 21 de octubre de 1982 por Liudmila Karachkina desde el Observatorio Astrofísico de Crimea (República de Crimea).

## Designación y nombre
Designado provisionalmente como 1982 UH7. Fue nombrado Rusheva en honor a la pintora e ilustradora rusa Nadya Rusheva.